# Breitensteinia
Breitensteinia es un género de peces actinopeterigios de agua dulce, distribuidos por ríos de Asia.

## Especies
Existen tres especies reconocidas en este género:
- Breitensteinia cessator Ng y Siebert, 1998
- Breitensteinia hypselurus Ng y Siebert, 1998
- Breitensteinia insignis Steindachner, 1881